# Васильченко Іван Тихонович
Васильченко Іван Тихонович — український радянський ботанік, відомий вивченням радянської флори. Автор таксонів: Crataegus dzhairensis, Pyrus ferganensis, Pyrus tuskaulensis, Sisymbrium isfarense.

## Біографія
Початкову освіту здобував у гімназії Таганрога, потім навчався в Донському сільськогосподарському інституті, який закінчив у 1926 році. У 1931 році переїхав до Ленінграда, став науковим співробітником відділу насіннєзнавства Головного ботанічного саду. З 1934 року працював у гербарії, де займався вивченням бур'янів.
З 1937 року Іван Тихонович вивчав кормові характеристики видів роду Люцерна. 9 липня 1941 захистив дисертацію на здобуття наукового ступеня доктора наук (опублікована в 1949 році).
Під час II Світової війни служив в армії, після поранення в 1943 році демобілізований. Нагороджений Орденом Вітчизняної війни і медалями. 
Після війни продовжив дослідження бур'янів СРСР, головним чином займався вивченням морфології їх сходів, а також флори дерев і чагарників.

## Вибрані праці
- Васильченко И. Т. Определитель всходов сорных растений. — Л., 1965. — 432 с.
- Васильченко И. Т. (ред.) Новости систематики высших растений. — 1974. — Вип. 11. — 362 с.

## Вшанування
На його честь були названі види рослин: Astragalus vassilczenkoanus Golosk., Astragalus vassilczenkoi Berdyev, Erysimum vassilczenkoi Polatschek, Galium vassilczenkoi Pobed., Onobrychis vassilczenkoi Grossh., Oxytropis vassilczenkoi Jurtzev, Rosa vassilczenkoi Tkatsch., Taraxacum vassilczenkoi Schischk.